# Süngomba
A süngomba (Hericium erinaceus) a Hericiaceae családba tartozó, Európában honos, lombos fák törzsén élő parazita gomba. 
Magyarországon az Év gombája volt 2018-ban.
Hazánkban 2005 óta védett. Természetvédelmi értéke 5000Ft 

## Jellemzők

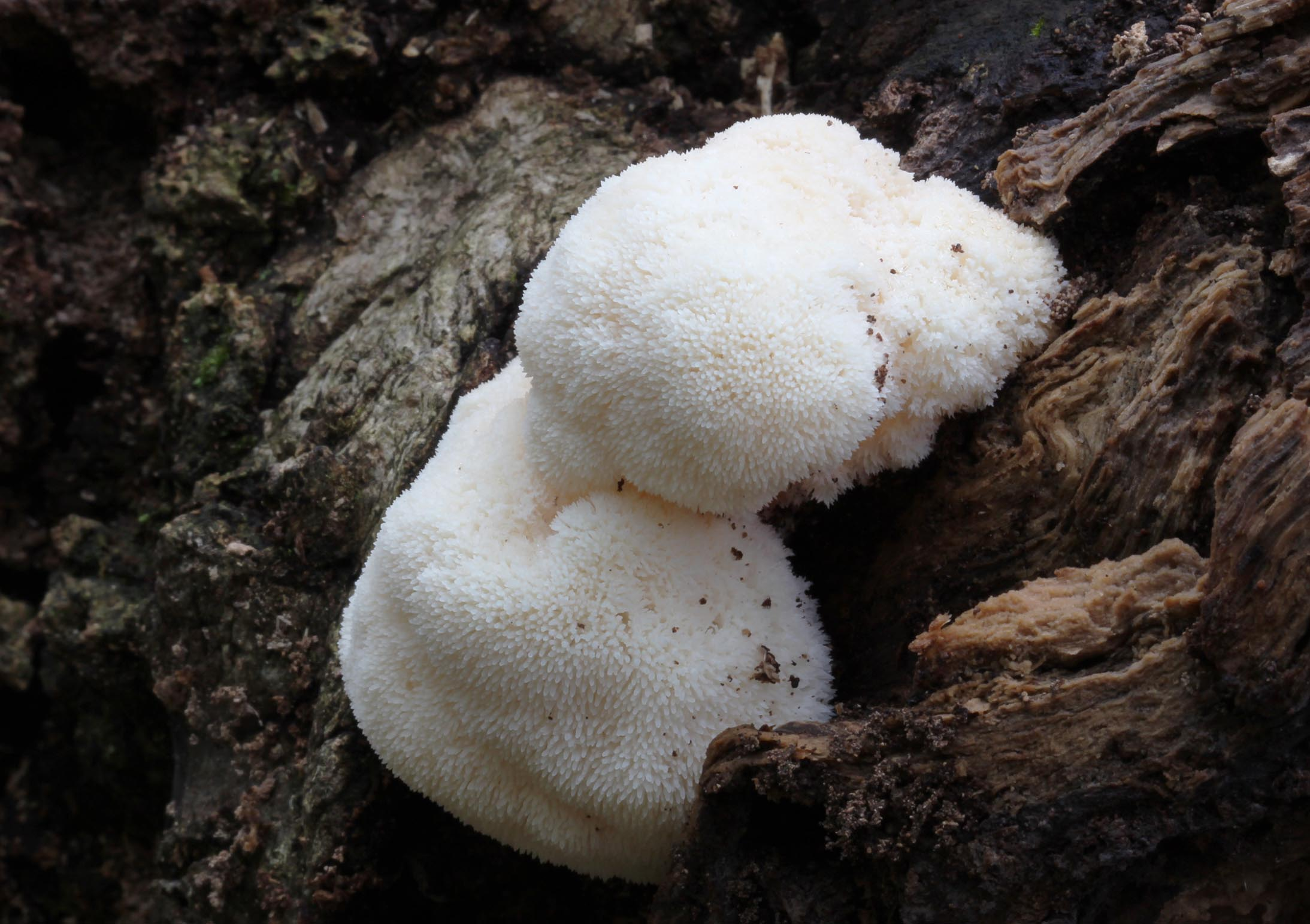
A fiatal gombatest

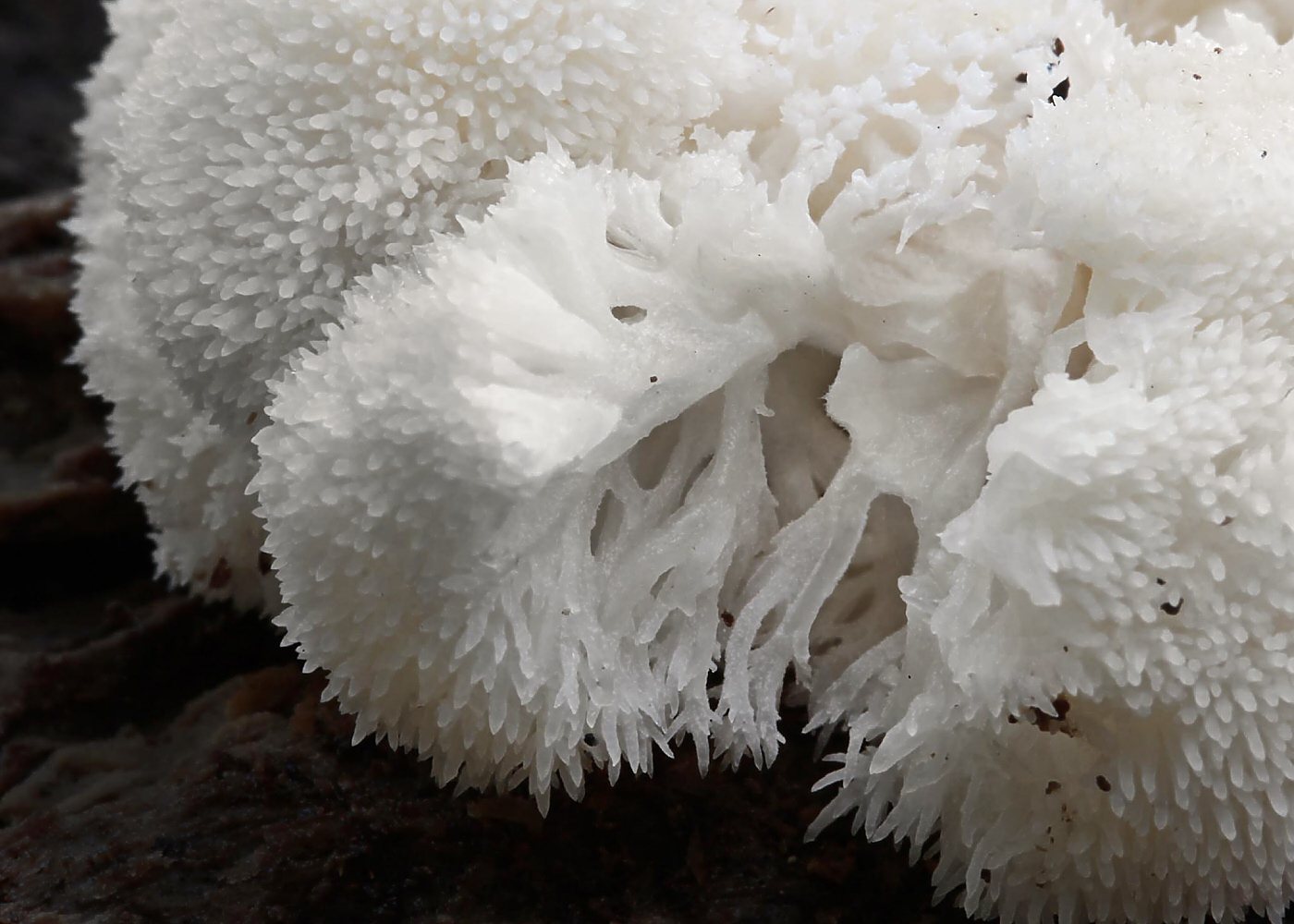
Pillantás a fiatal süngomba belsejébe

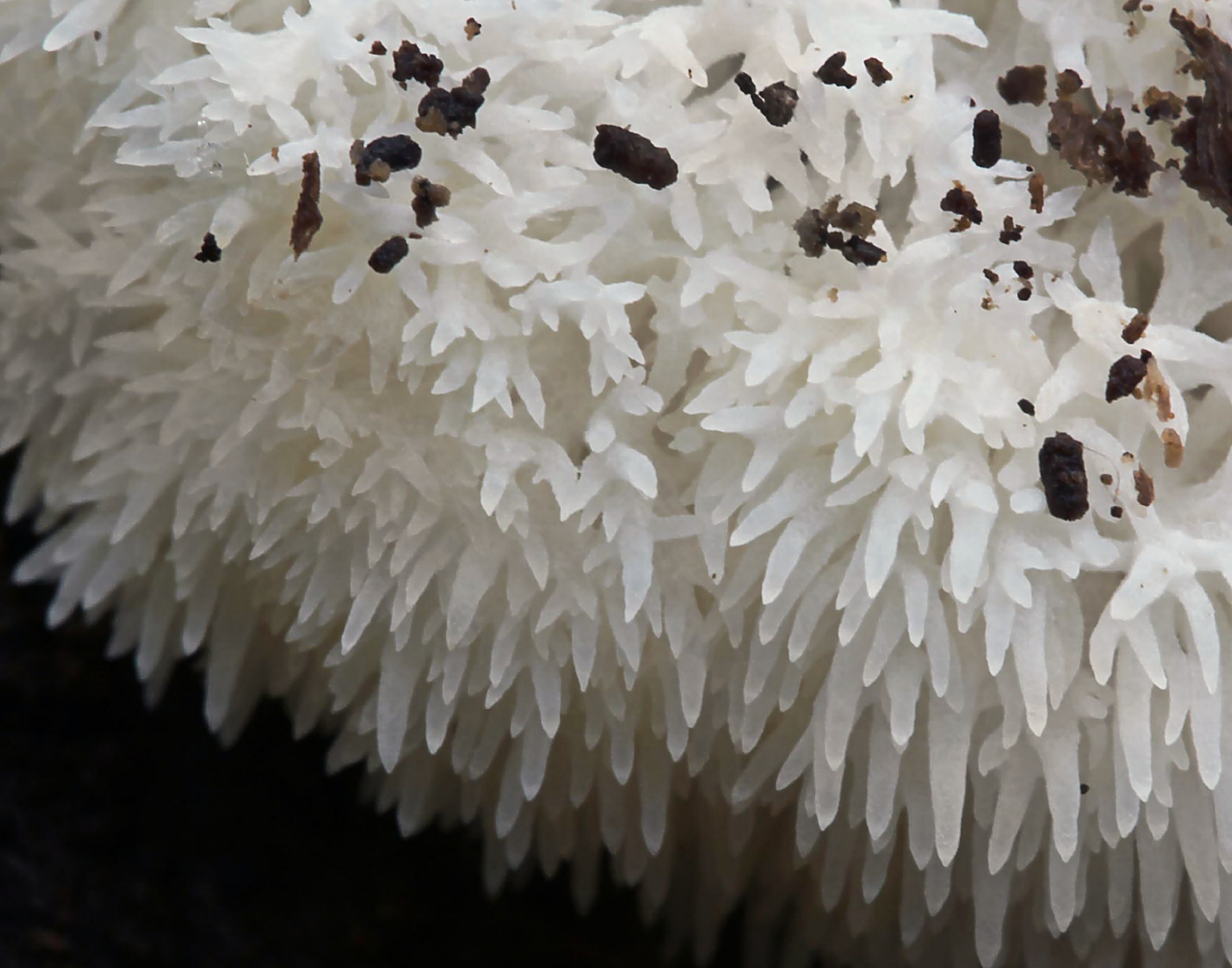
A tövisek erős nagyításban

### Makroszkopikus jellemzők
A gombatest világosbarna, néha enyhén vöröses. A mérete elérheti a 30 cm-t is. A gombák többnyire rövid nyélen ülnek, és 10–25 cm vastagok. A felső test szálkás, tépett. Az alsótesten puha tövisek találhatók, közel egymáshoz. Ezek 2–5 cm hosszúak, 1,5–2 mm vastagok, a felületük deres. A gomba húsa (tráma) fehéres színű, sűrű, kicsit szálkás konzisztenciával. A spóra fehér. 

### Mikroszkopikus jellemzők
A spórák színtelenek, gömb alakúak, sima vagy enyhén rücskös felületűek. A méretük 5-7 × 4-6 mikrométer. 

### Genetikai jellemzők
Heterotallia és bifaktoriális kereszteződés a jellemző a genetikájára.

## Ökológia
A süngomba egy ritka gombafaj, egy idősebb fák, főleg tölgy és bükkfa sebén növő parazita.  Egyformán megtalálható álló, vagy kidőlt öreg fatörzseken, és tuskókon. A gomba olyan erdőkben nő szívesebben, ahol a levegő nedvességtartalma magas. 

## Elterjedése
A süngomba a holarktikus régióban található meg, ahol mérsékelten gyakori az előfordulása Európában mindenfelé megtalálható, de mindenütt ritka. Franciaország, és Nagy Britanniától kezdve Magyarországig, illetve Dániától és Dél Norvégiától kezdve egészen Ausztriáig és Svájcig előfordul. Németországban nagyon szétszórtan fordul elő, de majdnem minden tartományban találtak már.

## Jelentősége

### Élelmiszerként
Ellentétben a legtöbb tövises gombával a süngomba ehető. Az elkészítése: mosás nélkül (különben teleszívná magát vízzel) kockára vágják, és vajban, vagy olajban megsütik. Ha szeletekre vágják, be lehet panírozni és úgy kirántani, vegetáriánus rántott "húsnak". Az állaga hasonlít a tengeri gyümölcsökéhez. Az íze a borjú-, vagy szárnyashúséra emlékeztet, enyhe kókusz-, citromfű- és gyümölcsös aromával, ami a 4-oktanolid ill. a limonén tartalmára vezethető vissza. 

#### Tápanyagtartalom
Az ásványianyag-tartalom a süngombában hasonló, mint a többi gombafajban. De az esszenciális aminosav tartalma átlagon felüli. Egy tanulmány bizonyította a 16%-os aminosav-tartalmat. Összesen 16-félét mutattak ki a 19 fajtából. Majdnem az összes, az ember számára nélkülözhetetlen aminosavat tartalmazza, kivéve a metionint és a triptofánt.

### Termesztése
Kínában az oroszlánsörény-gomba termesztéséhez műanyag vagy üveg tartályokat használnak. Termőtalajnak fűrészport, papírmasszát, rizsszénát, kukoricacsutkát, cukornád-, és gyapothulladékot használnak. Adalék lehet korpa, gipsz vagy szacharóz; különösen a búzakorpa hozzáadása vezet gyorsan növő és erős gombatesthez. A süngomba öregedésével megnő a veszély a zöldpenész, a (Trichoderma) kialakulására. A rovarok elleni permetezés nem ajánlatos, mert a rovarölőszer a gomba testében felszaporodik. A micélium savas környezetben, 4-5,5 közötti PH-érték mellett nő a legjobban.

### Hagyományos gyógyítás
A hagyományos kínai orvoslás a majomfej gombának gyógyító hatást tulajdonít a következő problémák esetén: gyomor- és bélpanaszok, légzésszervi megbetegedések, idegi megbetegedések, mint az Alzheimer- vagy a Parkinson-kór, magas koleszterinszint, rák és meggyengült immunrendszer. Néhány neki tulajdonított hatás időközben tudományosan is bizonyítást nyert.